# Natuurgeneesmiddel
Een natuurgeneesmiddel is een geneesmiddel dat vervaardigd is uit stoffen die direct in de natuur gevonden kunnen worden, dit in tegenstelling tot synthetische geneesmiddelen.
Zowel alternatieve geneeswijzen zoals de fytotherapie en homeopathie als de gangbare geneeskunde maken gebruik van natuurgeneesmiddelen, zij het dat in de gangbare geneeskunde meestal getracht wordt het werkzame bestanddeel te extraheren en slechts dit in medicijnen te verwerken.